# The Mind Is a Terrible Thing to Taste
Albums de Ministry
The Land of Rape and Honey
(1988) In Case You Didn't Feel Like Showing Up
(1990)
Singles
1. Burning Inside
Sortie : 7 novembre 1989
2. So What (promo)
Sortie : 1990

The Mind is a Terrible Thing to Taste est le quatrième album du groupe du groupe de metal industriel américain Ministry. Il est sorti le 14 novembre 1989 sur le label Sire Records/Warner Bros. Records et a été produit par Hypo Luxa (Al Jourgensen), Hermes Pan (Paul Barker), et Paul Chaussereau (Engelure).

## Historique
Cet album fut enregistré en 1989 à Chicago dans les Trax Recording Studios. L'enregistrement fut particulièrement "houleux", Al Jourgensen étant continuellement sous l'emprise de drogues et ayant que très peu de rapports avec les autres musiciens. Selon le batteur, Bill Rieflin, le seul titre qui réunit deux musiciens en même dans le studio est So What.
Cet album poursuit sur la lancée de The Land of Rape and Honey, privilégiant cette fois-ci le côté metal, par la présence plus manifeste de guitares, au détriment des sons EBM, quasiment disparus, et présentant une musique globalement plus violente, agressive et martiale, et conservant malgré tout un aspect typiquement industriel. Le titre Test est chanté/rapé par le rappeur new-yorkais K. Lite (the Grand Wizard). Angelina Lukacin, la future femme (et ex-femme) de Jourgensen, est la voix féminine sur le titre Dream Song.
Il se classa à la 163e place du Billboard 200 aux États-Unis, pays où il sera certifié disque d'or en décembre 1995. Il se classa aussi à la 38e place des charts canadiens. Le single Burning Inside se classa à la 23e place dans le classement musicale des Alternative Songs du Billboard magazine.

## Liste des titres
| No | Titre               | Auteur                                                    | Durée |
| -- | ------------------- | --------------------------------------------------------- | ----- |
| 1. | Thieves             | Al Jourgensen, Paul Barker, Chris Connelly, Kevin Ogilvie | 5:02  |
| 2. | Burning Inside (en) | Jourgensen, Barker, Bill Rieflin, Connelly                | 5:20  |
| 3. | Never Believe       | Jourgensen, Barker, Connelly                              | 4:59  |
| 4. | Cannibal Song       | Jourgensen, Barker, Connelly                              | 6:10  |
| 5. | Breathe             | Jourgensen, Barker, Connelly, Rieflin, Ogilvie            | 5:40  |
| 6. | So What             | Jourgensen, Barker, Rieflin, Connelly                     | 8:14  |
| 7. | Test                | Jourgensen, Barker, Rieflin, K. Lite                      | 6:04  |
| 8. | Faith Collapsing    | Jourgensen, Barker, Rieflin                               | 4:01  |
| 9. | Dream song          | Jourgensen, Barker                                        | 4:48  |

## Musiciens
Ministry
- Al Jourgensen: chant (1, 2, 3, 5, 6), guitares, programmation
- Paul Barker: basse, programmation

Musiciens additionnels
- Bill Rieflin: batterie, programmation, chœurs (8)
- Chris Connelly: chant (3, 4), chœurs (5, 6)
- Mars Williams: saxophone (4)
- K. Lite (The Grand Wizard): chant (7)
- Joe Kelly: chœurs (1)
- Kyle McKeough: chœurs (6)
- Jeff Ward:  chœurs (5)
- Dave Olgivie: chœurs (5, 8), ingénieur du son
- Tommy Boyskee (The Slogan God): chant (7)
- Bobby DiBartollo: chœurs (8)
- Angela Lukacin: voix (9)

## Charts et certifications
| Pays       | Durée du classement | Meilleur classement |
| ---------- | ------------------- | ------------------- |
| Canada     | 13 semaines         | 38e                 |
| États-Unis | 10 semaines         | 163e                |

| Pays       | Certification | Ventes    | Date            |
| ---------- | ------------- | --------- | --------------- |
| États-Unis | Or            | 500 000 + | 7 décembre 1995 |

Charts singles
| Année          | Single            | Chart      | Durée du classement | Position       |
| -------------- | ----------------- | ---------- | ------------------- | -------------- |
| Burning Inside | Alternative Songs | 9 semaines | 23e                 | 3 février 1990 |